# セルティックウッドの怪
セルティックウッドの怪（Mystery of Celtic Wood）は、第一次世界大戦中に発生した集団失踪事件である。1917年10月9日、プールカペッレの戦いの最中の西フランデレン・パッシェンデールからほど近いセルティックウッド（Celtic Wood）にて、陽動を目的に現地のドイツ帝国陸軍守備隊に対する攻撃を図ったオーストラリア陸軍第1師団第10大隊の将兵71名が、痕跡を残さずに失踪した。
オーストラリア陸軍による公的な報告では、消息を絶った将兵のうち37名について、彼らの身に何が起こったのか説明することができないとされた。ドイツ側の記録にはこの攻撃に関する言及がないことから、オーストラリア兵らは虐殺され埋められたのではないかとの憶測も生じた。近年でも現地のガイドらは観光客に対し虐殺があったとの説明を行うという。また、オーストラリア兵らが霧の中に行進して姿を消したのだという噂も囁かれた。一方で、行方不明者に関する記録の混乱、誤報、事務的な誤りが集団失踪の幻を創り上げたとする調査もある。

## 背景

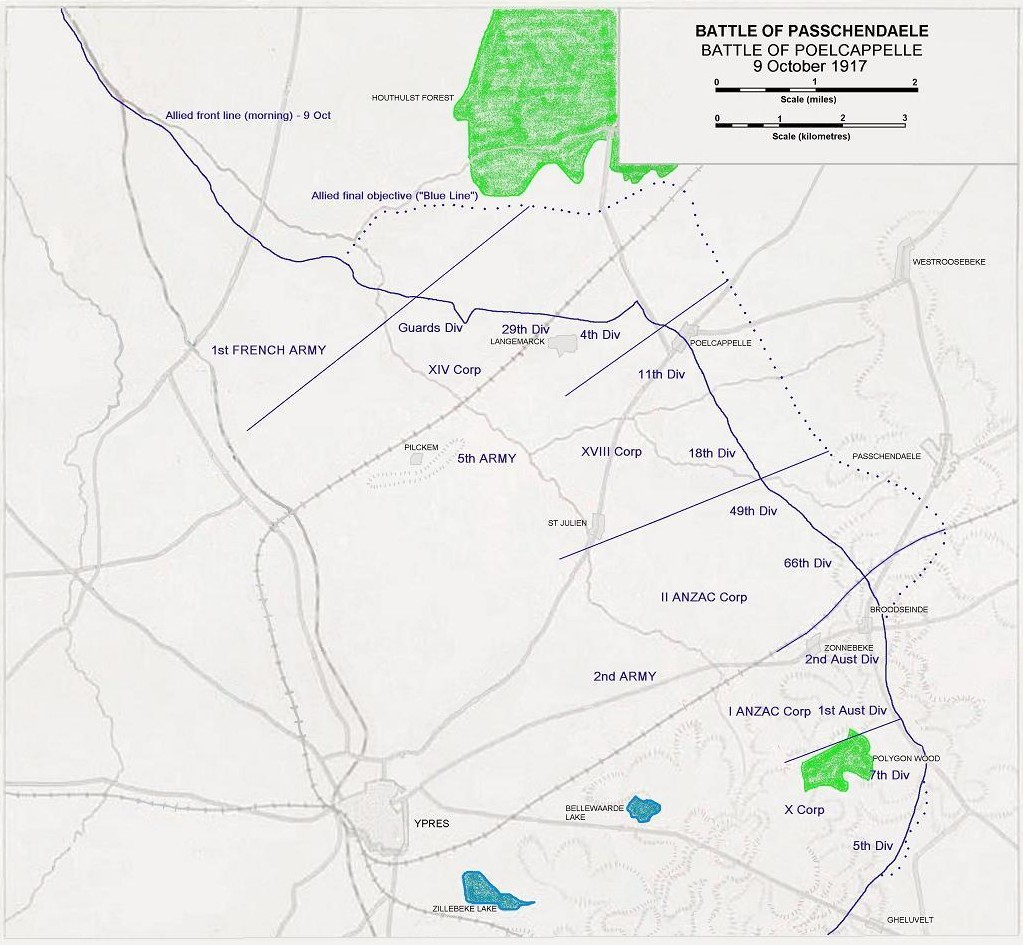
プールカペッレの戦い（1917年）における連合国軍の前線および目標を示した地図

オーストラリア陸軍第1師団第10大隊は、西部戦線における塹壕戦での奮戦のため、「恐怖の10大隊」（Terrible 10th）の異名で恐れられていた部隊である。大隊はガリポリの戦いにて最初に上陸し、いわゆるANZACコーヴの防衛にも参加した部隊であり、既に2人のヴィクトリア十字章受章者が出ていた。
1917年10月4日のブルードサインデの戦いでの勝利を受け、西部戦線におけるイギリス遠征軍総司令官ダグラス・ヘイグ元帥は、対峙しているドイツ帝国陸軍第4軍は今や崩壊間際であると確信していた。この確信のもと、ヘイグはパッシェンデールの一部占領を目的に攻勢を行い（プールカペッレの戦い）、続く攻撃によって残りの区域を占領するという方針を決定した（第一次パッシェンデールの戦い）。
第10大隊の任務は、セルティックウッドと称される森林を攻撃することである。計画では、第10大隊が森の中へと突撃を行い、ドイツ軍の塹壕を破壊した後、信号弾の合図によって撤退することとされていた。これと同時に、第10大隊の北側面にてオーストラリア陸軍第2師団が展開し、さらに北に位置するイギリス軍主攻勢の側面を守るべく大規模な攻撃を発動する予定だった。第10大隊を主攻勢の一部とドイツ側に誤認させるべく、夜襲にて通常用いる移動弾幕射撃（creeping barrage）ではなく、突撃時に用いる箱型弾幕射撃（box barrage）によって援護が行われた。10月9日5時20分、砲撃が始まり、第10大隊に所属する7人の士官と78人の下士官兵から成る攻撃部隊は、22歳のフランク・スコット中尉（Frank Scott）による指揮のもとで前進を開始した。

## 襲撃
イギリスの従軍記者やオーストラリアの新聞各紙は、セルティックウッドに対する攻撃の成功を報じた。実際には攻撃は失敗に終わっていたものの、翌週にはドイツ軍が後退し、セルティックウッドは無人地帯となった。
第10大隊長モーリス・ワイルダー＝ネリガン中佐は、戦闘について次のように報告した。
……苛烈な白兵戦の末、敵に重大な損害を与えた……我が方において、負傷していない兵はわずか14人を数えるのみだ。

...a desperate hand encounter followed, in which heavy casualties were inflicted upon the enemy...I am only able to account for 14 unwounded members of the party
ある兵士は7人のみが陣地に戻ったと証言し、また別の兵士は14人が戻ったと証言している。陸軍の公式記録では、攻撃に参加した85人のうち、37人が行方不明だとしている。
この日、スコット中尉率いる第10大隊員84人が、ブルードサインデからほど近い敵戦線への攻撃を行った。主力部隊はセルティックウッドに突入したことが確認されているものの、再び姿を表すことはなかった。以後、広範な調査にもかかわらず、スコット中尉らの身に何が起こったのかを完全に解明することができなかった。依然として37人の兵士についての真相が明かされていない。この出来事は第一次世界大戦におけるAIFの最も大きな謎である。

On this day LT Scott of 10 Bn led 84 men on a raid into enemy lines near Broodseinde. The main party was seen to enter Celtic Wood and were never seen again. Extensive investigations since that time have failed to fully account for the fate of LT Scott's party. A total of 37 soldiers are still not accounted for. This is the greatest mystery for the AIF in WW 1.—Australian Defence Department、History Unit listing of Celtic Wood action.

## その後

### 分析
オーストラリア人従軍記者チャールズ・ビーンは、セルティックウッド攻撃について次のように書いた。
……作戦は破滅的な失敗に終わった。行方不明者は二度と戻らなかった。彼らの名前は戦時中に作成された捕虜名簿には掲載されていなかった。墓地委員会は彼らの遺体の痕跡さえ発見できなかった。

...the operation ended disastrously. The missing were never heard of again. Their names were not in any list of prisoners received during the war. The Graves Commission found no trace of their bodies after it
ドイツ帝国軍の記録ではこの攻撃について言及されていなかったため、一部の歴史家はオーストラリア兵らが虐殺の後に秘密の集団墓地に埋められたのではないかと推測した。この謎の解明を試み、少なくとも6冊の本が執筆されている。少なからぬ歴史家が、ワイルダー＝ネリガンや元兵士の証言を誤解し、85人のうち14人のみの消息が明らかであると考え、残りの71人の消息について議論を重ねた。実際には、行方不明（missing）とされた者の中には、遺体が発見されていないものの、生存者によって死亡が報告された者が含まれている。負傷しながらも生還した者の数は不明だが、公式記録は曖昧ながらも48人が無傷、負傷、戦死などと消息が確認されており、残りの37人についてのみ一切の消息が不明である、という状況を示唆している。また、消息不明者以外に戦死者があるにもかかわらず、彼らの遺体が回収されなかった点も謎の1つとされていた。
事件はオーストラリアにおける第一次世界大戦最大の謎として知られている。森に与えられた意味深な名称も相まって、何らかの超常現象との関連が語られたり、ベストセラー小説になぞらえて、「大戦中の『Picnic at Hanging Rock』」とも例えられた。

### 解釈
2008年、研究者のクリス・ヘンチキ（Chris Henschke）とロバート・カーニー（Robert Kearney）は、セルティックウッドの怪を解明したと主張した。彼らは検証可能な戦闘報告、戦時日記、証言を分析したところ、合理的な疑いを排除して行方不明者らの消息について説明できると判断したといい、事件の真相は戦場の霧、事務的な誤り、誤報であるとした。残された記録の調査の中で、撤退するオーストラリア兵の迫撃を試みるドイツ軍を足止めするべくイギリス軍砲兵隊が位置についていたことが明かされ、ドイツ兵による虐殺が起こった可能性は限りなく低いとされた。同時にドイツ側もオーストラリア兵の撤退を阻止するべく砲撃を行っており、消息不明者37人は両軍の砲撃に巻き込まれ、その他の戦死者と共に原型を残さないほど遺体が損壊されたことで、発見されることがなくなったのだという。ヘンチキは次のように述べた。
……この襲撃作戦は大いなる謎などではなく、単に死傷率が極めて高い襲撃作戦に過ぎない……典型的な小部隊による作戦失敗の物語だ。

...the raid wasn't a great mystery, but it was simply a raid with a very high proportion of casualties... It is a story of a typical small unit action that went wrong.